# Ти Ен Ти
 Тази статия е за кабелната мрежа.  За норвежката музикална група вижте Ти ен Ти.  
Ти Ен Ти (на английски: TNT; съкратено Turner Network Television, произношение:Търнър нетуърк телевижън) е кабелна телевизионна мрежа, създадена от медийния магнат Тед Търнър, която днес принадлежи на Turner Broadcasting System, подразделение на Time Warner. TNT първоначално излъчва само класически филми и драма. Програмата стартира на 3 октомври 1988 г. в САЩ. През 2007 г. TNT пуска международна версия на телевизионния канал в повечето европейски страни.
Към юли 2015 г. TNT е достъпна за приблизително 94,26 млн. абонати на кабелни, сателитни или телекомуникационни ТВ услуги (81% от домакинствата с най-малко един телевизор) в Съединените щати.